# Multiprocessing
Bij multiprocessing is er sprake van twee of meer processoren of van een of meer multikernprocessoren in een computer, waarover de systeemprocessen tegelijkertijd verdeeld kunnen worden. De term omvat tevens de mogelijkheid tot ondersteuning van deze techniek, bijvoorbeeld door een besturingssysteem.